# Kirby Bliss Blanton
 (mai 2017).
Si vous disposez d'ouvrages ou d'articles de référence ou si vous connaissez des sites web de qualité traitant du thème abordé ici, merci de compléter l'article en donnant les références utiles à sa vérifiabilité et en les liant à la section « Notes et références ».
Pour les articles homonymes, voir Blanton.
Kirby Bliss Blanton est une actrice américaine, née le 24 octobre 1990.
Elle fait son apparition dans des séries télévisées à l'âge de 15 ans. Elle apparaît notamment dans Hannah Montana, Entourage ou Zoé. 
C'est en 2007 qu'elle joue pour la première fois dans un film, dans le rôle d'Olympia dans le film Scar. Elle figure aussi dans Ball Don't Lie (en). Mais c'est en 2012 qu'elle se fait vraiment connaître, en interprétant le rôle de Kirby dans Projet X. En 2013, elle fait une apparition dans le clip vidéo "Love More" de Chris Brown.

## Filmographie
| Année     | Titre                            | Rôle                      |
| --------- | -------------------------------- | ------------------------- |
| 2004-2005 | Allie Singer                     | Email Girl, Tiffany,kirby |
| 2006      | Zoé                              | Girl #2                   |
| 2006      | Entourage                        | Amanda                    |
| 2006      | Hannah Montana                   | Becca Weller              |
| 2007      | Scar 3D                          | Olympia                   |
| 2008      | Ball Don't Lie (en)              | Jamie Smith               |
| 2012      | Projet X                         | Kirby                     |
| 2013      | The Green Inferno                | Amy                       |
| 2016      | hot bot (es)                     | Kassidi                   |
| 2017      | Death Wish                       | Bethany                   |
| 2017      | Une mère diabolique (Killer mom) | Sydni Timmons             |